# Blow Ya Mind
Blow Ya Mind è il primo singolo del rapper statunitense Styles P estratto dal terzo album "Super Gangster (Extraordinary Gentleman)". È stato prodotto da Swizz Beatz ed è considerato da molti come un seguito del precedente singolo di Styles P "Good Times" del 2002, anch'esso prodotto da Swizz Beatz.

## Informazioni
La canzone non è riuscita a classificarsi all'interno della Billboard Hot 100, ma solo nelle altre classifiche di "Billboard" Hot R&B/Hip-Hop Songs e Hot Rap Tracks, rispettivamente alle posizioni n.51 e n.19.

## Remix
Un remix del singolo è in collaborazione con Jadakiss e Sheek Louch (gli altri rappers del collettivo The LOX.)  ed è contenuto nella colonna sonora del videogioco "Grand Theft Auto IV".

## Video musicale
Il video musicale relativo al brano è stato diretto da Todd Angkasuwan e dallo stesso Styles P. Per la sua realizzazione sono stati impiegati molti effetti speciali e tecniche di computer grafica. Sheek Louch vi fa un cameo.
All'inizio si vede il rapper addormentato su di una panchina in un parco, ancora stordito dall'effetto di droghe. A questo punto inizia a sognare, per poi svegliarsi alla fine.

## Posizioni in classifica
| Chart (2007)                                       | Posizione massima |
| -------------------------------------------------- | ----------------- |
| Billboard Hot R&B/Hip-Hop Songs (USA)              | 51                |
| Billboard Hot Rap Tracks (USA)                     | 9                 |
| Billboard Bubbling Under R&B/Hip-Hop Singles (USA) | 1                 |